# Colophotia plagiata
Colophotia plagiata is een keversoort uit de familie glimwormen (Lampyridae). De wetenschappelijke naam van de soort werd voor het eerst geldig gepubliceerd in 1834 door Erichson.